# Screen Actors Guild-díj a legjobb színésznőnek (drámasorozat)
A legjobb színésznő televíziós drámasorozatban kategóriában átadott Screen Actors Guild-díjat az első, 1995-ös díjátadó óta osztják ki minden évben, értékelve a drámasorozatok női fő- és mellékszereplőit.
A legtöbb, kilenc jelölésből összesen négy győzelmet Julianna Margulies szerezte, a Vészhelyzet és A férjem védelmében című sorozatokkal. Edie Falco, a Maffiózók női főszereplője hét jelölésből háromszor vehette át a díjat, Gillian Anderson (X-akták, A Korona) szintén hét jelölésből háromszor, Viola Davis (Hogyan ússzunk meg egy gyilkosságot?), Claire Foy (A Korona), Allison Janney (Az elnök emberei) és Sandra Oh (A Grace klinika, Megszállottak viadala) pedig két-két alkalommal.
Kyra Sedgwick (A főnök) hét jelölésből nem nyert díjat.

## Győztesek és jelöltek
(MEGJEGYZÉS: Az Év oszlop az adott sorozat értékeléséül szolgáló sugárzási évre utal, a tényleges díjátadó ceremóniát a következő évben rendezték meg.)

### 1990-es évek
| Év                 | Színész             | Színész              | Szerep                    | Magyar cím                | Eredeti cím   |
| 1994 1. gála       |                     |                      |                           |                           |               |
| ------------------ | ------------------- | -------------------- | ------------------------- | ------------------------- | ------------- |
| 1994 1. gála       |                     | Kathy Baker          | Jill Brock                | Kisvárosi rejtélyek       | Picket Fences |
| 1994 1. gála       | Swoosie Kurtz       | Alexandra Barker     |                           | Sisters                   |               |
| 1994 1. gála       | Angela Lansbury     | Jessica Fletcher     | Gyilkos sorok             | Murder, She Wrote         |               |
| 1994 1. gála       | Jane Seymour        | Michaela Quinn       | Quinn doktornő            | Dr. Quinn, Medicine Woman |               |
| 1994 1. gála       | Cicely Tyson        | Carrie Grace Battle  | A jog hálójában           | Sweet Justice             |               |
| 1995 2. gála       |                     |                      |                           |                           |               |
|                    | Gillian Anderson    | Dana Scully          | X-akták                   | The X-Files               |               |
| Christine Lahti    | Kathryn Austin      | Chicago Hope Kórház  | Chicago Hope              |                           |               |
| Sharon Lawrence    | Sylvia Costas       | New York rendőrei    | NYPD Blue                 |                           |               |
| Julianna Margulies | Carol Hathaway      | Vészhelyzet          | ER                        |                           |               |
| Sela Ward          | Theodora Sorenson   |                      | Sisters                   |                           |               |
| 1996 3. gála       |                     |                      |                           |                           |               |
|                    | Gillian Anderson    | Dana Scully          | X-akták                   | The X-Files               |               |
| Kim Delaney        | Diane Russell       | New York rendőrei    | NYPD Blue                 |                           |               |
| Christine Lahti    | Kathryn Austin      | Chicago Hope Kórház  | Chicago Hope              |                           |               |
| Della Reese        | Tess                | Angyali érintés      | Touched by an Angel       |                           |               |
| Jane Seymour       | Michaela Quinn      | Quinn doktornő       | Dr. Quinn, Medicine Woman |                           |               |
| 1997 4. gála       |                     |                      |                           |                           |               |
|                    | Julianna Margulies  | Carol Hathaway       | Vészhelyzet               | ER                        |               |
| Gillian Anderson   | Dana Scully         | X-akták              | The X-Files               |                           |               |
| Kim Delaney        | Diane Russell       | New York rendőrei    | NYPD Blue                 |                           |               |
| Christine Lahti    | Kathryn Austin      | Chicago Hope Kórház  | Chicago Hope              |                           |               |
| Della Reese        | Tess                | Angyali érintés      | Touched by an Angel       |                           |               |
| 1998 5. gála       |                     |                      |                           |                           |               |
|                    | Julianna Margulies  | Carol Hathaway       | Vészhelyzet               | ER                        |               |
| Gillian Anderson   | Dana Scully         | X-akták              | The X-Files               |                           |               |
| Kim Delaney        | Diane Russell       | New York rendőrei    | NYPD Blue                 |                           |               |
| Christine Lahti    | Kathryn Austin      | Chicago Hope Kórház  | Chicago Hope              |                           |               |
| Annie Potts        | Mary Elizabeth Sims | Sírig tartó barátság | Any Day Now               |                           |               |
| 1999 6. gála       |                     |                      |                           |                           |               |
|                    | Edie Falco          | Carmela Soprano      | Maffiózók                 | The Sopranos              |               |
| Gillian Anderson   | Dana Scully         | X-akták              | The X-Files               |                           |               |
| Lorraine Bracco    | Jennifer Melfi      | Maffiózók            | The Sopranos              |                           |               |
| Nancy Marchand     | Livia Soprano       | Maffiózók            | The Sopranos              |                           |               |
| Annie Potts        | Mary Elizabeth Sims | Sírig tartó barátság | Any Day Now               |                           |               |

### 2000-es évek
| Év                | Színész                    | Színész                                  | Szerep                            | Magyar cím         | Eredeti cím   |
| 2000 7. gála      |                            |                                          |                                   |                    |               |
| ----------------- | -------------------------- | ---------------------------------------- | --------------------------------- | ------------------ | ------------- |
| 2000 7. gála      |                            | Allison Janney                           | Claudia Jean 'C. J.' Cregg        | Az elnök emberei   | The West Wing |
| 2000 7. gála      | Gillian Anderson           | Dana Scully                              | X-akták                           | The X-Files        |               |
| 2000 7. gála      | Edie Falco                 | Carmela Soprano                          | Maffiózók                         | The Sopranos       |               |
| 2000 7. gála      | Sally Field                | Maggie Wyczenski                         | Vészhelyzet                       | ER                 |               |
| 2000 7. gála      | Lauren Graham              | Lorelai Gilmore                          | Szívek szállodája                 | Gilmore Girls      |               |
| 2000 7. gála      | Sela Ward                  | Lily Manning                             | Még egyszer és újra               | Once and Again     |               |
| 2001 8. gála      |                            |                                          |                                   |                    |               |
|                   | Allison Janney             | Claudia Jean 'C. J.' Cregg               | Az elnök emberei                  | The West Wing      |               |
| Lorraine Bracco   | Jennifer Melfi             | Maffiózók                                | The Sopranos                      |                    |               |
| Edie Falco        | Carmela Soprano            | Maffiózók                                | The Sopranos                      |                    |               |
| Stockard Channing | Abbey Bartlet              | Az elnök emberei                         | The West Wing                     |                    |               |
| Tyne Daly         | Maxine Gray                | Amynek ítélve                            | Judging Amy                       |                    |               |
| Lauren Graham     | Lorelai Gilmore            | Szívek szállodája                        | Gilmore Girls                     |                    |               |
| 2002 9. gála      |                            |                                          |                                   |                    |               |
|                   | Edie Falco                 | Carmela Soprano                          | Maffiózók                         | The Sopranos       |               |
| Amy Brenneman     | Amy Gray                   | Amynek ítélve                            | Judging Amy                       |                    |               |
| Lorraine Bracco   | Jennifer Melfi             | Maffiózók                                | The Sopranos                      |                    |               |
| Allison Janney    | Claudia Jean 'C. J.' Cregg | Az elnök emberei                         | The West Wing                     |                    |               |
| Lily Tomlin       | Deborah Fiderer            | Az elnök emberei                         | The West Wing                     |                    |               |
| 2003 10. gála     |                            |                                          |                                   |                    |               |
|                   | Frances Conroy             | Ruth Fisher                              | Sírhant művek                     | Six Feet Under     |               |
| Stockard Channing | Abbey Bartlet              | Az elnök emberei                         | The West Wing                     |                    |               |
| Allison Janney    | Claudia Jean 'C. J.' Cregg | Az elnök emberei                         | The West Wing                     |                    |               |
| Tyne Daly         | Maxine Gray                | Amynek ítélve                            | Judging Amy                       |                    |               |
| Jennifer Garner   | Sydney Bristow             | Alias                                    | Alias                             |                    |               |
| Mariska Hargitay  | Olivia Benson              | Esküdt ellenségek: Különleges ügyosztály | Law & Order: Special Victims Unit |                    |               |
| 2004 11. gála     |                            |                                          |                                   |                    |               |
|                   | Jennifer Garner            | Sydney Bristow                           | Alias                             | Alias              |               |
| Drea de Matteo    | Adriana La Cerva           | Maffiózók                                | The Sopranos                      |                    |               |
| Edie Falco        | Carmela Soprano            | Maffiózók                                | The Sopranos                      |                    |               |
| Allison Janney    | Claudia Jean 'C. J.' Cregg | Az elnök emberei                         | The West Wing                     |                    |               |
| Christine Lahti   | Grace McCallister          | Jack és Bobby                            | Jack & Bobby                      |                    |               |
| 2005 12. gála     |                            |                                          |                                   |                    |               |
|                   | Sandra Oh                  | Cristina Yang                            | A Grace klinika                   | Grey's Anatomy     |               |
| Patricia Arquette | Allison Dubois             | A médium                                 | Medium                            |                    |               |
| Geena Davis       | Mackenzie Allen            | Az elnöknő                               | Commander in Chief                |                    |               |
| Mariska Hargitay  | Olivia Benson              | Esküdt ellenségek: Különleges ügyosztály | Law & Order: Special Victims Unit |                    |               |
| Kyra Sedgwick     | Brenda Leigh Johnson       | A főnök                                  | The Closer                        |                    |               |
| 2006 13. gála     |                            |                                          |                                   |                    |               |
|                   | Chandra Wilson             | Miranda Bailey                           | A Grace klinika                   | Grey's Anatomy     |               |
| Patricia Arquette | Allison Dubois             | A médium                                 | Medium                            |                    |               |
| Edie Falco        | Carmela Soprano            | Maffiózók                                | The Sopranos                      |                    |               |
| Mariska Hargitay  | Olivia Benson              | Esküdt ellenségek: Különleges ügyosztály | Law & Order: Special Victims Unit |                    |               |
| Kyra Sedgwick     | Brenda Leigh Johnson       | A főnök                                  | The Closer                        |                    |               |
| 2007 14. gála     |                            |                                          |                                   |                    |               |
|                   | Edie Falco                 | Carmela Soprano                          | Maffiózók                         | The Sopranos       |               |
| Glenn Close       | Patty Hewes                | A hatalom hálójában                      | Damages                           |                    |               |
| Sally Field       | Nora Walker                | Testvérek                                | Brothers & Sisters                |                    |               |
| Holly Hunter      | Grace Hanadarko            |                                          | Saving Grace                      |                    |               |
| Kyra Sedgwick     | Brenda Leigh Johnson       | A főnök                                  | The Closer                        |                    |               |
| 2008 15. gála     |                            |                                          |                                   |                    |               |
|                   | Sally Field                | Nora Walker                              | Testvérek                         | Brothers & Sisters |               |
| Mariska Hargitay  | Olivia Benson              | Esküdt ellenségek: Különleges ügyosztály | Law & Order: Special Victims Unit |                    |               |
| Holly Hunter      | Grace Hanadarko            |                                          | Saving Grace                      |                    |               |
| Elisabeth Moss    | Peggy Olson                | Mad Men – Reklámőrültek                  | Mad Men                           |                    |               |
| Kyra Sedgwick     | Brenda Leigh Johnson       | A főnök                                  | The Closer                        |                    |               |
| 2009 16. gála     |                            |                                          |                                   |                    |               |
|                   | Julianna Margulies         | Alicia Florrick                          | A férjem védelmében               | The Good Wife      |               |
| Patricia Arquette | Allison Dubois             | A médium                                 | Medium                            |                    |               |
| Glenn Close       | Patty Hewes                | A hatalom hálójában                      | Damages                           |                    |               |
| Mariska Hargitay  | Olivia Benson              | Esküdt ellenségek: Különleges ügyosztály | Law & Order: Special Victims Unit |                    |               |
| Holly Hunter      | Grace Hanadarko            |                                          | Saving Grace                      |                    |               |
| Kyra Sedgwick     | Brenda Leigh Johnson       | A főnök                                  | The Closer                        |                    |               |

### 2010-es évek
| Év                   | Színész                                  | Színész                                  | Szerep                                   | Magyar cím                          | Eredeti cím   |
| 2010 17. gála        |                                          |                                          |                                          |                                     |               |
| -------------------- | ---------------------------------------- | ---------------------------------------- | ---------------------------------------- | ----------------------------------- | ------------- |
| 2010 17. gála        |                                          | Julianna Margulies                       | Alicia Florrick                          | A férjem védelmében                 | The Good Wife |
| 2010 17. gála        | Glenn Close                              | Patty Hewes                              | A hatalom hálójában                      | Damages                             |               |
| 2010 17. gála        | Mariska Hargitay                         | Olivia Benson                            | Esküdt ellenségek: Különleges ügyosztály | Law & Order: Special Victims Unit   |               |
| 2010 17. gála        | Elisabeth Moss                           | Peggy Olson                              | Mad Men – Reklámőrültek                  | Mad Men                             |               |
| 2010 17. gála        | Kyra Sedgwick                            | Brenda Leigh Johnson                     | A főnök                                  | The Closer                          |               |
| 2011 18. gála        |                                          |                                          |                                          |                                     |               |
|                      | Jessica Lange                            | Constance Langdon                        | Amerikai Horror Story: A gyilkos ház     | American Horror Story: Murder House |               |
| Kathy Bates          | Harriet 'Harry' Korn                     |                                          | Harry's Law                              |                                     |               |
| Glenn Close          | Patty Hewes                              | A hatalom hálójában                      | Damages                                  |                                     |               |
| Julianna Margulies   | Alicia Florrick                          | A férjem védelmében                      | The Good Wife                            |                                     |               |
| Kyra Sedgwick        | Brenda Leigh Johnson                     | A főnök                                  | The Closer                               |                                     |               |
| 2012 19. gála        |                                          |                                          |                                          |                                     |               |
|                      | Claire Danes                             | Carrie Mathison                          | Homeland – A belső ellenség              | Homeland                            |               |
| Michelle Dockery     | Lady Mary Crawley                        | Downton Abbey                            | Downton Abbey                            |                                     |               |
| Maggie Smith         | Violet Crawley, Grantham özvegy grófnéja | Downton Abbey                            | Downton Abbey                            |                                     |               |
| Jessica Lange        | Jude Martin nővér / Judy Martin          | Amerikai Horror Story: Zártosztály       | American Horror Story: Asylum            |                                     |               |
| Julianna Margulies   | Alicia Florrick                          | A férjem védelmében                      | The Good Wife                            |                                     |               |
| 2013 20. gála        |                                          |                                          |                                          |                                     |               |
|                      | Maggie Smith                             | Violet Crawley, Grantham özvegy grófnéja | Downton Abbey                            | Downton Abbey                       |               |
| Claire Danes         | Carrie Mathison                          | Homeland – A belső ellenség              | Homeland                                 |                                     |               |
| Anna Gunn            | Skyler White                             | Breaking Bad – Totál szívás              | Breaking Bad                             |                                     |               |
| Jessica Lange        | Fiona Goode                              | Amerikai Horror Story: Boszorkányok      | American Horror Story: Coven             |                                     |               |
| Kerry Washington     | Olivia Pope                              | Botrány                                  | Scandal                                  |                                     |               |
| 2014 21. gála        |                                          |                                          |                                          |                                     |               |
|                      | Viola Davis                              | Annalise Keating professzor              | Hogyan ússzunk meg egy gyilkosságot?     | How to Get Away with Murder         |               |
| Claire Danes         | Carrie Mathison                          | Homeland – A belső ellenség              | Homeland                                 |                                     |               |
| Julianna Margulies   | Alicia Florrick                          | A férjem védelmében                      | The Good Wife                            |                                     |               |
| Tatiana Maslany      | több szerep                              | Sötét árvák                              | Orphan Black                             |                                     |               |
| Maggie Smith         | Violet Crawley, Grantham özvegy grófnéja | Downton Abbey                            | Downton Abbey                            |                                     |               |
| Robin Wright         | Claire Underwood                         | Kártyavár                                | House of Cards                           |                                     |               |
| 2015 22. gála        |                                          |                                          |                                          |                                     |               |
|                      | Viola Davis                              | Annalise Keating professzor              | Hogyan ússzunk meg egy gyilkosságot?     | How to Get Away with Murder         |               |
| Claire Danes         | Carrie Mathison                          | Homeland – A belső ellenség              | Homeland                                 |                                     |               |
| Julianna Margulies   | Alicia Florrick                          | A férjem védelmében                      | The Good Wife                            |                                     |               |
| Maggie Smith         | Violet Crawley, Grantham özvegy grófnéja | Downton Abbey                            | Downton Abbey                            |                                     |               |
| Robin Wright         | Claire Underwood                         | Kártyavár                                | House of Cards                           |                                     |               |
| 2016 23. gála        |                                          |                                          |                                          |                                     |               |
|                      | Claire Foy                               | II. Erzsébet királynő                    | A Korona                                 | The Crown                           |               |
| Millie Bobby Brown   | Eleven / Jane Ives                       | Stranger Things                          | Stranger Things                          |                                     |               |
| Winona Ryder         | Joyce Byers                              | Stranger Things                          | Stranger Things                          |                                     |               |
| Thandiwe Newton      | Maeve Millay                             | Westworld                                | Westworld                                |                                     |               |
| Robin Wright         | Claire Underwood                         | Kártyavár                                | House of Cards                           |                                     |               |
| 2017 24. gála        |                                          |                                          |                                          |                                     |               |
|                      | Claire Foy                               | II. Erzsébet királynő                    | A Korona                                 | The Crown                           |               |
| Millie Bobby Brown   | Eleven / Jane Ives                       | Stranger Things                          | Stranger Things                          |                                     |               |
| Laura Linney         | Wendy Byrde                              | Ozark                                    | Ozark                                    |                                     |               |
| Elisabeth Moss       | June Osborne / Offred                    | A szolgálólány meséje                    | The Handmaid's Tale                      |                                     |               |
| Robin Wright         | Claire Underwood                         | Kártyavár                                | House of Cards                           |                                     |               |
| 2018 25. gála        |                                          |                                          |                                          |                                     |               |
|                      | Sandra Oh                                | Eve Polastri                             | Megszállottak viadala                    | Killing Eve                         |               |
| Julia Garner         | Ruth Langmore                            | Ozark                                    | Ozark                                    |                                     |               |
| Laura Linney         | Wendy Byrde                              | Ozark                                    | Ozark                                    |                                     |               |
| Elisabeth Moss       | June Osborne / Offred                    | A szolgálólány meséje                    | The Handmaid's Tale                      |                                     |               |
| Robin Wright         | Claire Underwood                         | Kártyavár                                | House of Cards                           |                                     |               |
| 2019 26. gála        |                                          |                                          |                                          |                                     |               |
|                      | Jennifer Aniston                         | Alex Levy                                | The Morning Show                         | The Morning Show                    |               |
| Helena Bonham Carter | Margit hercegnő                          | A Korona                                 | The Crown                                |                                     |               |
| Olivia Colman        | II. Erzsébet brit királynő               | A Korona                                 | The Crown                                |                                     |               |
| Jodie Comer          | Villanelle                               | Megszállottak viadala                    | Killing Eve                              |                                     |               |
| Elisabeth Moss       | June Osborne / Offred                    | A szolgálólány meséje                    | The Handmaid's Tale                      |                                     |               |

### 2020-es évek
| Év                | Színész                                      | Színész                    | Szerep              | Magyar cím      | Eredeti cím |
| 2020 27. gála     |                                              |                            |                     |                 |             |
| ----------------- | -------------------------------------------- | -------------------------- | ------------------- | --------------- | ----------- |
| 2020 27. gála     |                                              | Gillian Anderson           | Margaret Thatcher   | A Korona        | The Crown   |
| 2020 27. gála     | Olivia Colman                                | II. Erzsébet brit királynő | A Korona            | The Crown       |             |
| 2020 27. gála     | Emma Corrin                                  | Diána walesi hercegné      | A Korona            | The Crown       |             |
| 2020 27. gála     | Julia Garner                                 | Ruth Langmore              | Ozark               | Ozark           |             |
| 2020 27. gála     | Laura Linney                                 | Wendy Byrde                | Ozark               | Ozark           |             |
| 2021 28. gála     |                                              |                            |                     |                 |             |
|                   | Csong Hojon                                  | Kang Szebjok               | Nyerd meg az életed | Squid Game      |             |
| Jennifer Aniston  | Alexandra "Alex" Levy                        | The Morning Show           | The Morning Show    |                 |             |
| Reese Witherspoon | Bradley Jackson                              | The Morning Show           | The Morning Show    |                 |             |
| Elisabeth Moss    | June Osborne                                 | A szolgálólány meséje      | The Handmaid’s Tale |                 |             |
| Sarah Snook       | Siobhan "Shiv" Roy                           | Utódlás                    | Succession          |                 |             |
| 2022 29. gála     |                                              |                            |                     |                 |             |
|                   | Jennifer Coolidge                            | Tanya McQuoid-Hunt         | A Fehér Lótusz      | The White Lotus |             |
| Elizabeth Debicki | Diána walesi hercegné                        | A Korona                   | The Crown           |                 |             |
| Julia Garner      | Ruth Langmore                                | Ozark                      | Ozark               |                 |             |
| Laura Linney      | Wendy Byrde                                  | Ozark                      | Ozark               |                 |             |
| Zendaya           | Rue Bennett                                  | Eufória                    | Euphoria            |                 |             |
| 2023 30. gála     |                                              |                            |                     |                 |             |
|                   | Elizabeth Debicki                            | Diána walesi hercegné      | A Korona            | The Crown       |             |
| Jennifer Aniston  | Alex Levy                                    | The Morning Show           | The Morning Show    |                 |             |
| Bella Ramsey      | Ellie                                        | The Last of Us             | The Last of Us      |                 |             |
| Keri Russell      | WKate Wyler                                  | A diplomata                | The Diplomat        |                 |             |
| Sarah Snook       | Shiv Roy                                     | Utódlás                    | Succession          |                 |             |
| 2024 31. gála     |                                              |                            |                     |                 |             |
|                   | Anna Sawai                                   | Toda Mariko                | A sógun             | Shōgun          |             |
| Kathy Bates       | Madeline "Matty" Matlock / Madeline Kingston |                            | Matlock             |                 |             |
| Keri Russell      | Katherine "Kate" Wyler                       | A diplomata                | The Diplomat        |                 |             |
| Allison Janney    | Grace Penn                                   | A diplomata                | The Diplomat        |                 |             |
| Nicola Coughlan   | Penelope Bridgerton                          | A Bridgerton család        | Bridgerton          |                 |             |

## Rekordok

### Többszörös győzelmek
két győzelem
- Viola Davis
- Claire Foy
- Allison Janney
- Sandra Oh

három győzelem
- Edie Falco
- Gillian Anderson

négy győzelem
- Julianna Margulies

### Többszörös jelölések
| két jelölés - Kathy Bates - Millie Bobby Brown - Stockard Channing - Olivia Colman - Tyne Daly - Viola Davis - Elizabeth Debicki - Claire Foy - Jennifer Garner - Lauren Graham - Sandra Oh - Annie Potts - Della Reese - Keri Russell - Jane Seymour - Sarah Snook - Sela Ward három jelölés - Jennifer Aniston - Patricia Arquette - Lorraine Bracco - Kim Delaney - Sally Field - Julia Garner - Holly Hunter - Jessica Lange | négy jelölés - Glenn Close - Claire Danes - Laura Linney - Maggie Smith öt jelölés - Christine Lahti - Robin Wright hat jelölés - Mariska Hargitay - Allison Janney - Elisabeth Moss hét jelölés - Gillian Anderson - Edie Falco - Kyra Sedgwick kilenc jelölés - Julianna Margulies |

## Fordítás
- Ez a szócikk részben vagy egészben  a   Screen Actors Guild Award for Outstanding Performance by a Female Actor in a Drama Series című angol Wikipédia-szócikk fordításán alapul.  Az eredeti cikk szerkesztőit annak laptörténete sorolja fel. Ez a jelzés csupán a megfogalmazás eredetét és a szerzői jogokat jelzi, nem szolgál a cikkben szereplő információk forrásmegjelöléseként.